# Halodromus patellidens
Halodromus patellidens là một loài nhện trong họ Philodromidae.
Loài này thuộc chi Halodromus. Halodromus patellidens được Gershom Levy miêu tả năm 1977.